# Мімоза соромлива
Мімоза соромлива (Mimosa pudica) — це повзуча однорічна або багаторічна трав'яниста рослина, яку часто вирощують через її цікаву особливість: вона складає і опускає листя, якщо її торкнутися або струсити, а через кілька хвилин листя розкривається знову. Цей вид походить з Південної та Центральної Америки, але в наш час є пантропічним бур'яном.

## Опис

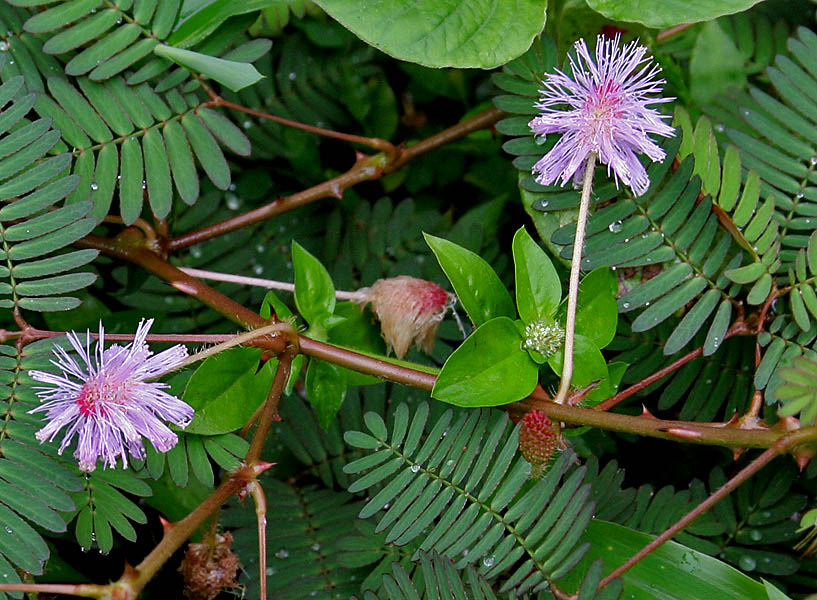
Мімоза соромлива в Гоа, Індія.

Стебло прямостояче у молодих рослин, але з віком стає повзучим або сланким. Також рослина може рости як ампельна. Стебло тонке, розгалужене і вкрите колючками, досягає довжини 1,5 м (5 футів).
Мімоза соромлива має складні двічі перисті листки, що містять одну або дві пари листків, по 10 — 26 листочків у кожному. Блідо-рожеві або бузкові квіткові голівки на довгих черешках виростають з листкових пазух у середині літа. Чим старша рослина, тим більше на ній квітів. Квіткові голівки кулясті або яйцеподібні, діаметром 8-10 мм  (без урахування довжини тичинок). Якщо роздивитись ближче, то можна помітити, що верхня  частина пелюсток червона, а ніжки тичинок  рожевого або лавандового кольору. Плід складається з  2-8 колючих стручків довжиною 1-2 см кожен, зібраних у китицю. Стручки розтріскуються на  2-5 сегментів і містять блідо-коричневі насінини близько 2,5 мм завдовжки. Квіти запилюються вітром і комахами. Насіння має тверду оболонку, яка уповільнює проростання.

### Рух рослини

Мімоза соромлива згортає листочки.

Мімоза соромлива добре відома своєю здатністю до швидкого руху.

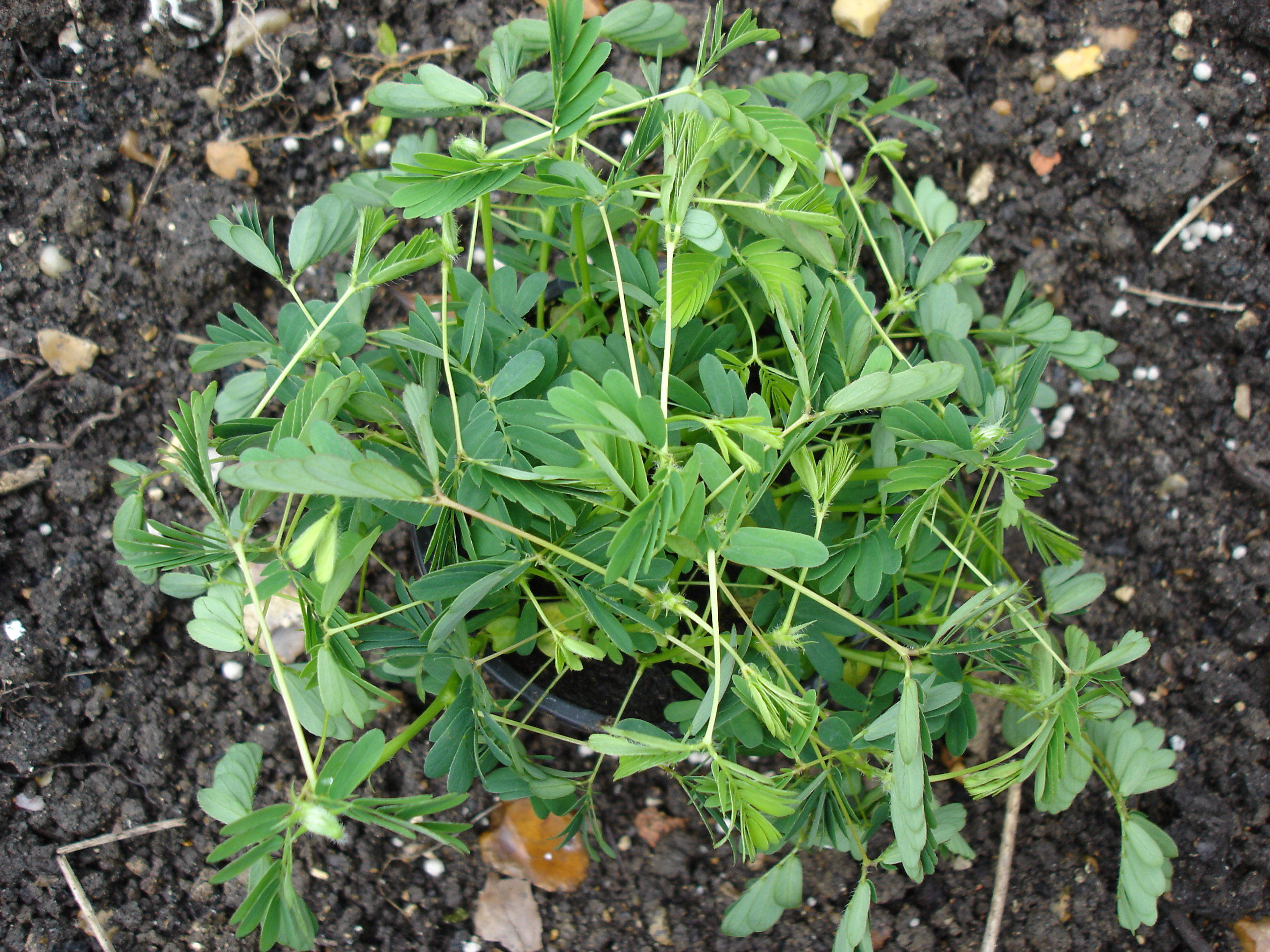
Мімоза соромлива зі складеним листям.

Як і цілий ряд інших видів рослин, вона змінює розташування листка у просторі залежно від часу доби. Це називається «сон» — особливий тип руху як реакція на зміну інтенсивності освітлення. Листя закривається в темний час доби і знову відкривається на світлі.
Листя також закривається під впливом інших подразників, таких як дотик, нагрівання, порив вітру або струшування. Ці види руху були названі сейсмонастичними. Рух відбувається, коли особливі шари клітин втрачають тургор. Тургор — це тиск, який здійснюється на клітинну стінку водою, яка міститься у вакуолях, та іншими компонентами клітини. Коли рослину турбують, в особливих ділянках на стеблах відбувається викид хімічних речовин, що містять у собі іони калію. Ці іони спричиняють відтік води з клітинних вакуолей, внаслідок чого вода дифундує з клітини. Таким чином клітина втрачає тургор і стискається; внаслідок цієї різниці пружності у різних шарах клітин листочки складаються, а черешок листка опускається. Ця особливість є досить поширеною у підродині мімозових (Mimosoideae), яка входить до родини бобових (Fabaceae). Подразнення також може передаватися до сусідніх листків. Точно не відомо, чому мімоза соромлива розвинула цю рису, але багато вчених вважають, що рослина використовує свою здатність складатися для захисту від хижаків. Тварини можуть боятися рослину, яка швидко рухається, а тому їдять менш активні види рослин. Іншим можливим поясненням є те, що різкий рух струшує шкідливих комах. [джерело?]

## Таксономія і номенклатура
Мімоза соромлива (Mimosa pudica) вперше була описана Карлом Ліннеєм у його книзі «Види рослин» (Species Plantarum) у 1753 році. Видовий епітет — Pudica, перекладається з латинської як «соромливий, цнотливий, скромний».

### Народні назви
В англійській мові вид відомий під численними народними назвами, такими як:
- чутлива рослина[6]
- скромна рослина[6]
- соромлива рослина[6]
- спляча трава[7]
- недоторка[6]
- чуймуй[6]
- мурашина рослина[8]

Існують також неанглійські народні назви в інших європейських мовах / культурних областях, такі як: португальською мовою —   não-me-toque  (недоторка), sensitiva (чутлива) або dormideira (приблизно перекладається як «спляча»), причому перша назва частіше трапляється в Португалії, Африці та Ріо-де-Жанейро, друга — у місті Сан-Паулу і Південних штатах, третя — в інших регіонах  Бразилії. В  іспанській мові трапляються назви  morí-viví  або moriviví (у Домініканській Республіці та інших іспаномовних островах Карибського басейну, приблизний переклад «Я помер, я жив») і dormilona (Коста-Рика та інші країни Центральної Америки, приблизний переклад «соня», як у Бразилії). [джерело?]
В Австронезії назви більш різноманітні: на Філіппінах мімозу називають makahiya, maka — означає «цілком» або «здатність бути», а — hiya означає «сором'язливий», або «сором'язливість»), [джерело?] в той час як на островах Тонга вона відома як mateloi (несправжня смерть), а також putri malu  («ляклива принцеса») в Індонезії та pokok semalu («сором'язлива рослина») в Малайзії. Сингальською мовою вона називається Nidi Kumba («спляча рослина»).
У Південній Азії також відомо багато неспоріднених назв. На гінді мімоза називається chhui-mui («та, що помирає від дотику»). У бенгальській мові ця рослина відома як lojjaboti («сором'язлива дівчина»). У малаялам вона називається thottavaadi («в'яне від дотику»). Мовою маратхі —  lazalu («боязка»). Тамільською мовою — thotta-siningi («рухається, якщо торкнутись»). Мовою каннада — muttidare muni (ಮುಟ್ಟಿದರೆ ಮುನಿ ಗಿಡ; «обурена дотиком»). Бірманською мовою (М'янма) рослина називається hti ka yoan, що означає «розсипається від дотику».

## Поширення
Мімоза соромлива є аборигенним видом Південної та Центральної Америки. Вона була завезена до багатьох інших регіонів і є інвазивним видом у Танзанії, Південній і Південно-Східній Азії та багатьох островах Тихого океану. Також вона є інвазивною в деяких регіонах Австралії і  оголошена бур'яном у Північній території та у Західній Австралії, хоча і не натуралізована там. Контроль за її поширенням рекомендується проводити в Квінсленді. Вона також була завезена в Нігерію, на Сейшельські острови, у Маврикій і Східну Азію, але в цих місцевостях не розглядається як інвазивна. У Сполучених Штатах Америки вона росте у штаті Флорида, на Гаваях, у Вірджинії, Меріленді, Пуерто-Рико, штаті Техас і на Віргінських островах.

## Вплив насільське господарство

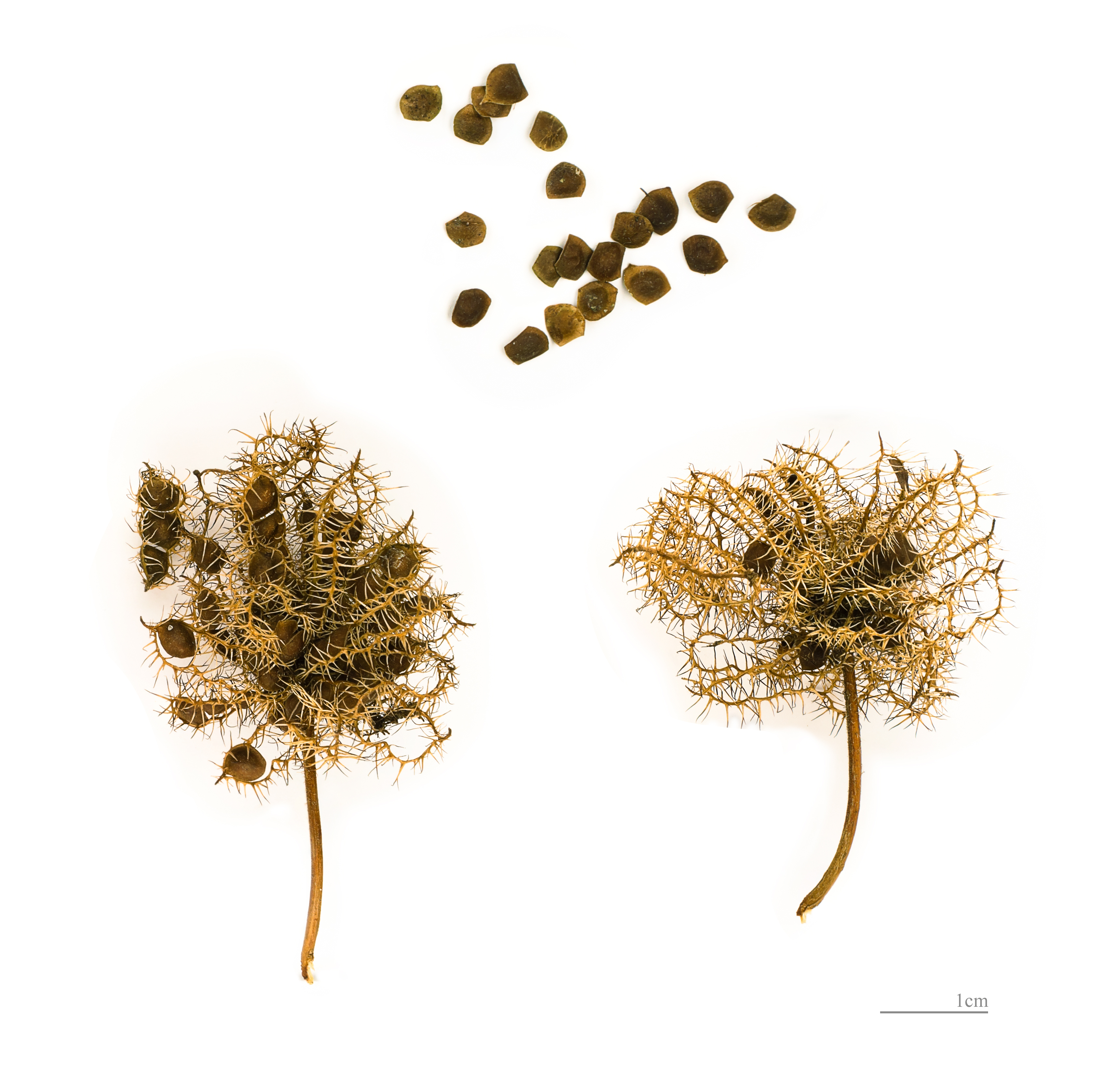
Насіння мімози

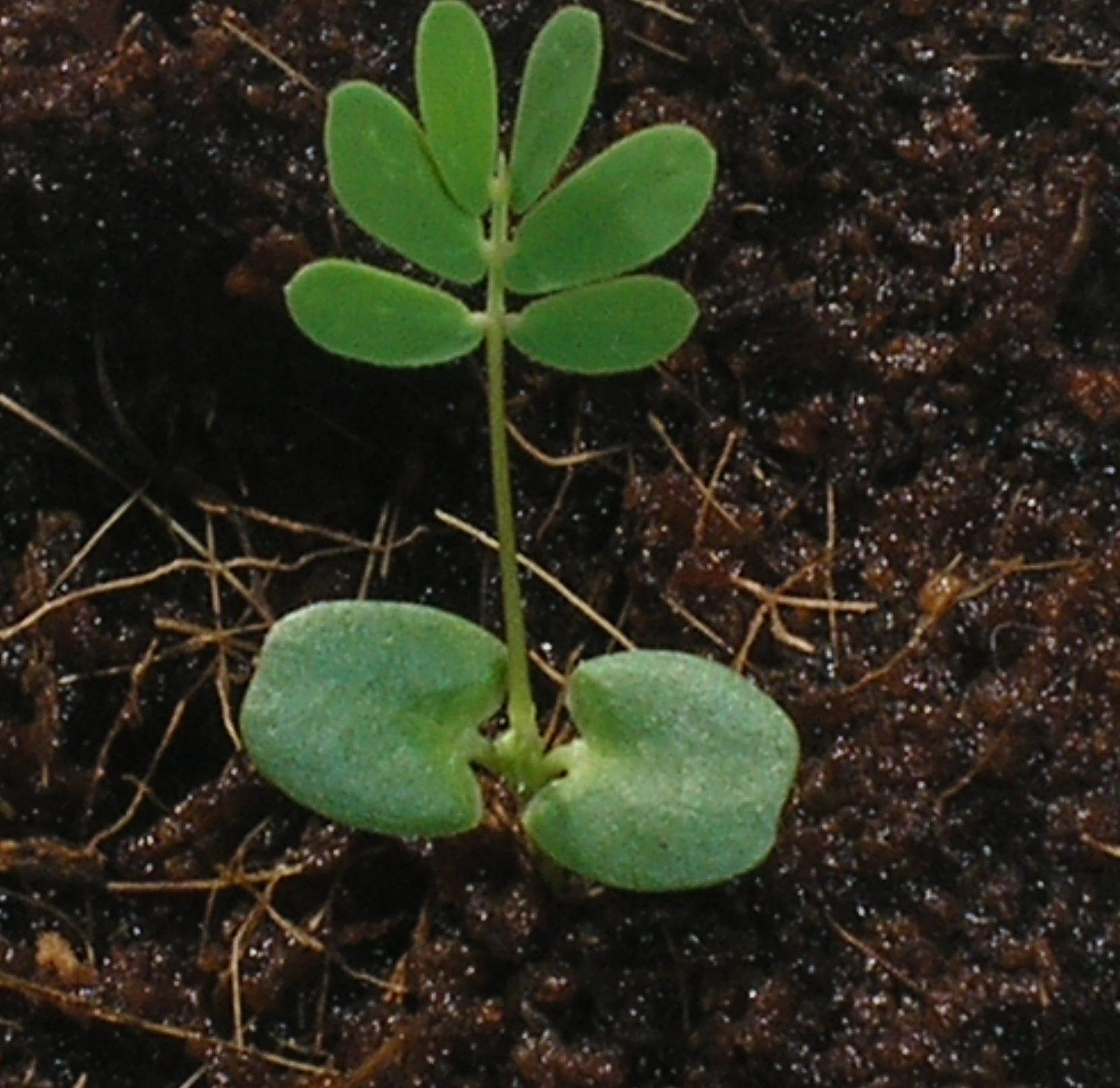
Розсада мімози.

Вид може бути злісним бур'яном  тропічних культур, особливо коли поля обробляють вручну. Культури, які вражаються найчастіше: кукурудза, кокосові горіхи, помідори, бавовна, кава, банани, соя, папая та цукрова тростина. Сухі зарості мімози можуть підвищити рівень пожежної загрози. У деяких випадках вона може бути кормовою рослиною, хоча є відомості, що гавайський різновид є токсичним для худоби.
Мімоза може утворювати кореневі бульбочки, які заселяються азотфіксуючими бактеріями. Ці бактерії здатні перетворювати атмосферний азот, який рослини не можуть  використовувати, у доступну для них форму. Ця риса поширена серед рослин родини бобових.

## Вирощування
У культурі цю рослину найчастіше вирощують як кімнатну однорічну, але вона також вирощується для покриття ґрунту. Розмножується зазвичай насінням.

## Хімічні складові
Мімоза соромлива містить токсичний алкалоїд мімозин, який також має антипроліферативний та апоптичний ефект. Екстракти мімози імобілізують філярну форму личинок Strongyloides stercoralis менш ніж за одну годину. Водні екстракти коренів рослини показали значну нейтралізуючу дію на летальність отрути очкової кобри Naja Kaouthia, зменшується міотоксичність і активність ферментів отрути кобри.